# Apagomerella versicolor
Apagomerella versicolor là một loài bọ cánh cứng trong họ Cerambycidae.